# Val Suran
Val Suran ist eine Gemeinde im französischen Département Jura in der Region Bourgogne-Franche-Comté in der Region Bourgogne-Franche-Comté.
Sie entstand als Commune nouvelle mit Wirkung vom 1. Januar 2017, indem die bisherigen Gemeinden Bourcia, Louvenne, Saint-Julien und Villechantria durch ein Dekret vom 15. Dezember 2016 zusammengelegt wurden.

## Gliederung
| Ortsteil                         | ehemaliger INSEE-Code | Fläche (km²) | Höhenlage (m) | Einwohnerzahl (2019) | Dichte (Einw. je km²) |
| -------------------------------- | --------------------- | ------------ | ------------- | -------------------- | --------------------- |
| Bourcia                          | 39069                 | 11,13        | 348–770       | 106                  | 09,5                  |
| Louvenne                         | 39303                 | 07,80        | 355–563       | 131                  | 16,8                  |
| Saint-Julien (Verwaltungssitz)00 | 39485                 | 12,28        | 346–591       | 431                  | 35,1                  |
| Villechantria                    | 39564                 | 06,28        | 336–556       | 119                  | 18,9                  |

## Geographie
Nachbargemeinden sind
- Andelot-Morval und Gigny im Nordwesten,
- Monnetay und Marigna-sur-Valouse, Montrevel und Montlainsia im Osten,
- Montagna-le-Templier im Südosten,
- Broissia im Süden,
- Montfleur und Pouillat im Südwesten,
- Nivigne et Suran im Süden,
- Treffort-Cuisiat, Pressiat und Courmangoux im Südwesten,
- Salavre und Val-d’Épy im Westen.